# Asplundia urophylla
Asplundia urophylla är en enhjärtbladig växtart som beskrevs av Gunnar Wilhelm Harling. Asplundia urophylla ingår i släktet Asplundia och familjen Cyclanthaceae.
Artens utbredningsområde är Colombia. Inga underarter finns listade.